# Amine Benchaib
Amine Benchaib (18 giugno 1998) è un calciatore marocchino, centrocampista del Kauno Žalgiris.

## Caratteristiche tecniche
È un trequartista.

## Carriera
Cresciuto nelle giovanili del Lokeren, ha esordito il 20 settembre 2017 in occasione del match di Coupe de Belgique vinto 2-0 contro il Beerschot VA.